# Agriões
Agriões é um bairro nobre de classe alta de Teresópolis, cidade localizada no interior do estado do Rio de Janeiro. Situado na parte central do município, mais precisamente no distrito principal, se delimitando ao lado do bairro da Várzea, principal centro comercial, Agriões possui uma população total de 3 369 habitantes, de acordo com o Instituto Brasileiro de Geografia e Estatística (IBGE), sendo atualmente o bairro com o metro quadrado mais caro da cidade, além de ser um dos de maior qualidade de vida, tendo sua população formada basicamente pelas classes média-alta e alta, além de abrigar as sedes da Prefeitura e da Câmara Municipal, além de outros prédios comerciais e de importância para o município.

## Toponímia
O nome do bairro deriva-se do fato de que meados do fim do século XIX e início do século XX as terras planas e férteis do bairro eram usadas para o cultivo agrícola, notadamente como destaque as plantações do vegetal agrião.

## Geografia e demografia
Agriões limita-se com os bairros Jardim Europa (a norte), Pimenteiras (noroeste), Várzea/Morro dos Pinheiros (nordeste), Corta Vento (sudoeste), Cascata Guarani (sudeste) e Iúcas (sul). Está situado a uma altitude média de 870 metros.
De acordo com o Instituto Brasileiro de Geografia e Estatística (IBGE), sua população no ano de 2010 era de 3 369 habitantes, sendo 1 843 mulheres (54.7%) e 1 526 homens (45.3%), possuindo um total de 2 400 domicílios, cujo valor representava 2,1% do total do município, sendo a densidade demográfica de 7017,17 habitantes por quilômetro quadrado.

## Infraestrutura
A infraestrutura do bairro Agriões pode ser considerada muito boa em relação ao restante do município. Composto em sua maioria por prédios cercados de apartamentos, hotéis e comércio, além de casas de alto padrão, é o bairro mais valorizado no setor de mercado imobiliário, possuindo o metro quadrado mais caro de Teresópolis. Em uma recente pesquisa, Agriões obteve uma valorização nos apartamentos de 5,6%, sendo superado apenas por Alto e Várzea.
No bairro Agriões estão situadas três instituições de ensino: a Escola Municipal Antônio Santiago, que é pública e fornece ensino fundamental. Esta mesma escola foi destaque em uma avaliação do Ideb para o Ensino Fundamental 1, obtendo a maior nota da cidade; o Colégio Único, que é particular, e fornece educação fundamental ao ensino médio; e a Creche Escola Florecer, que fornece educação infantil e ensino fundamental.
O bairro também abriga as sedes da Prefeitura e da Câmara Municipal, além do Fórum Juiz Ivo de Carvalho Werneck. O serviço de abastecimento de água é feito pela Companhia Estadual de Águas e Esgotos (Cedae), enquanto que o serviço de fornecimento de energia elétrica é de responsabilidade da Enel, sendo que 100% da população possui acesso à rede elétrica. Ainda em Agriões, mais precisamente na Rua Carmela Dutra, estão situados os estúdios da Diário TV, que pertencem ao Jornal O Diário, principal grupo de mídia de Teresópolis.

## Referencias
1. ↑  Nina Benedito (6 de março de 2021). «Agriões, o lugar ideal para se comer bem em Teresópolis». jornal Diário de Teresópolis. Consultado em 2 de fevereiro de 2024
2. ↑  Mapa topográfico de Teresópolis
3. ↑  Instituto Brasileiro de Geografia e Estatística (IBGE) (16 de novembro de 2011). «Sinopse dos dados - Setor: 330580205000091 - Agriões». Consultado em 17 de abril de 2015
4. ↑  «O bairro Agriões». Consultado em 10 de setembro de 2016. Arquivado do original em 20 de setembro de 2016
5. ↑  NetDiário - Os bairros mais valorizados no mercado imobiliário Arquivado em 18 de abril de  2015, no Wayback Machine.
6. ↑  «Comary, Agriões e Várzea em alta para negócios imobiliários». Consultado em 10 de setembro de 2016. Arquivado do original em 17 de setembro de 2016
7. ↑  E M Antonio Santiago
8. ↑  «Escola Antônio Santiago é retratada em documentário do Canal Futura». Consultado em 10 de setembro de 2016. Arquivado do original em 17 de setembro de 2016
9. ↑  «COLÉGIO ÚNICO». Consultado em 10 de setembro de 2016. Arquivado do original em 13 de agosto de 2016
10. ↑  Creche Florecer - Nossa História
11. ↑  Novo Fórum de Teresópolis é inaugurado